# 卷毛石韦
卷毛石韦（学名：Pyrrosia flocculosa），为水龙骨科石韦属下的一个种。

## 扩展阅读
維基物種上的相關：卷毛石韦